# Кішка на радіаторі
«Кішка на радіаторі» — радянський телефільм-спектакль 1977 року за мотивами однойменної комедії  Анни Родіонової.

## Сюжет
Комедія про молоде подружжя, яке посварилося і зопалу розлучилося, але змушене жити в одній квартирі. Проходить час, і після ряду смішних перипетій вони розуміють, що не можуть один без одного.

## У ролях
- Леонід Філатов —  чоловік
- Тетяна Сидоренко —  дружина
- Кішка Флора — Бурьонка

## Знімальна група
- Режисер:  Сергій Євлахішвілі
- Оператори: Вадим Василевський
- Сценарист:  Анна Родіонова
- Композитор:  Олексій Мажуков